# مت کافر
مت کافر (انگلیسی: Matt Cafer؛ زادهٔ ۲۷ سپتامبر ۱۹۹۴) بازیکن فوتبال اهل بریتانیا است.
از باشگاه‌هایی که در آن بازی کرده‌است می‌توان به اشاره کرد.
وی همچنین در تیم ملی فوتبال جبل‌طارق بازی کرده‌است.